# Haim Pinto

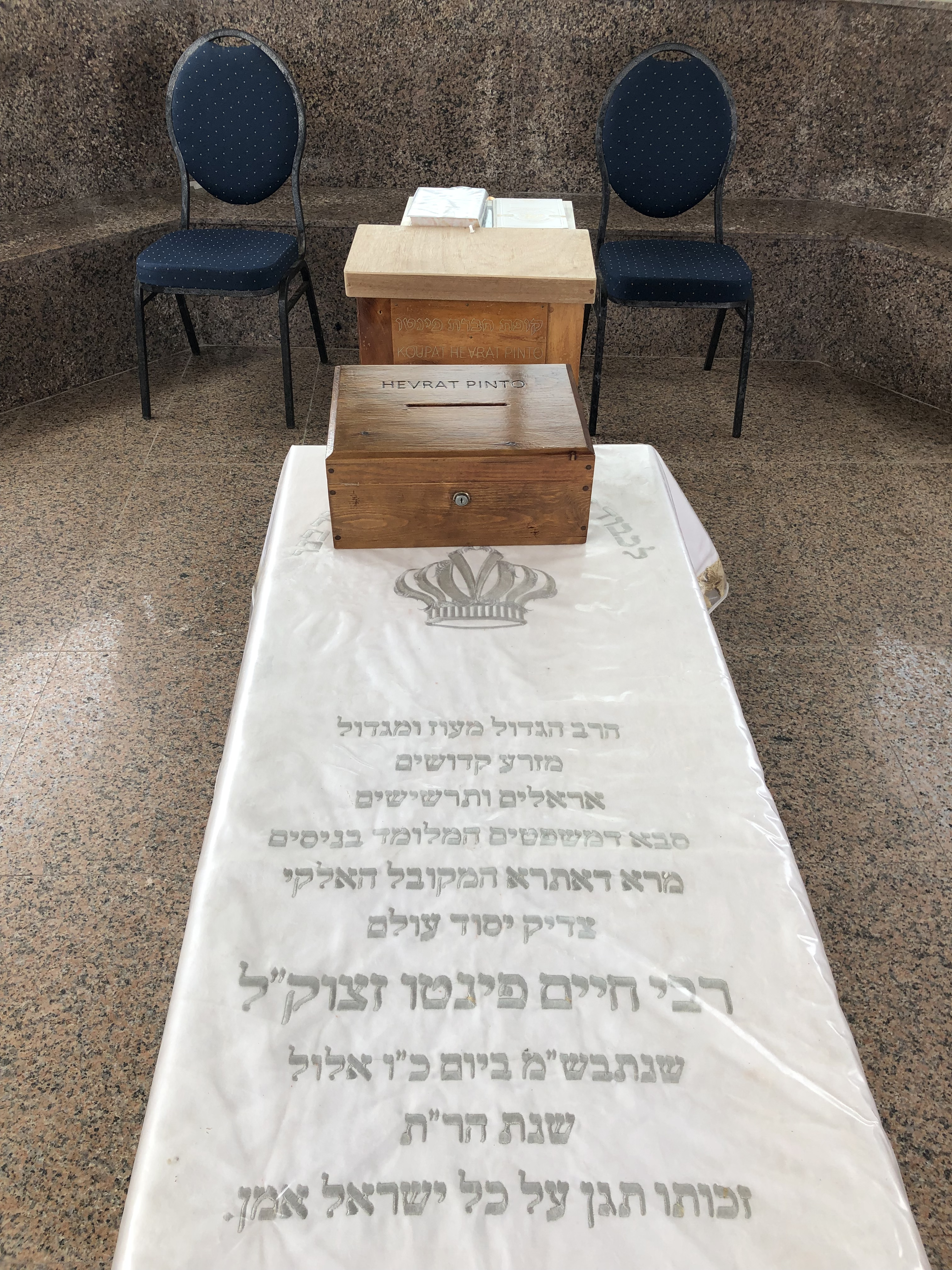
Tomba nel cimitero ebraico di Essaouira

Chaim Pinto (in arabo حاييم بينتو‎?; Agadir, 1748 – Essaouira, 1845) è stato un rabbino marocchino, uno dei più importanti della città di Essaouira e di tutto il Marocco.

## Biografia
Nato in una nota famiglia rabbinica sefardita della città di Agadir, ebbe quattro figli: Rabbi Yehouda (noto anche come Rabbi Haddan), Rabbi Yossef, Rabbi Yehoshiya e Rabbi Yaacov.

## Dopo la morte
Ogni anno, in occasione dell'anniversario della morte del rabbino, (26 Elloul 5605, secondo il calendario ebraico), ebrei da tutto il mondo vengono in pellegrinaggio per pregare sulla sua tomba, nel cimitero ebraico di Essaouira.
Rabbi Pinto è ricordato come un uomo le cui preghiere sono state ascoltate in cielo; avrebbe compiuto dei miracoli.
La Sinagoga Haim Pinto, l'edificio che fu casa sua, è conservato come sito storico.
I seguaci ed i discendenti del rabbino hanno varie sinagoghe in tutto il mondo.
Molti dei suoi discendenti vivono ora nello stato di Israele, in Marocco e negli Stati Uniti d'America.